# Овија
Овија (фр. Auvillar) насеље је и општина у јужној Француској у региону Миди Пирене, у департману Тарн и Гарона која припада префектури Кастелсаразен.
По подацима из 2011. године у општини је живело 954 становника, а густина насељености је износила 61,15 становника/km². Општина се простире на површини од 15,6 km². Налази се на средњој надморској висини од 148 метара (максималној 166 m, а минималној 52 m).

## Демографија
| 1962. | 1968. | 1975. | 1982. | 1990. | 1999. | 2011. |
| ----- | ----- | ----- | ----- | ----- | ----- | ----- |
| 806   | 837   | 873   | 807   | 921   | 876   | 954   |

График промене броја становника у току последњих година